# Quebrada de Humahuaca

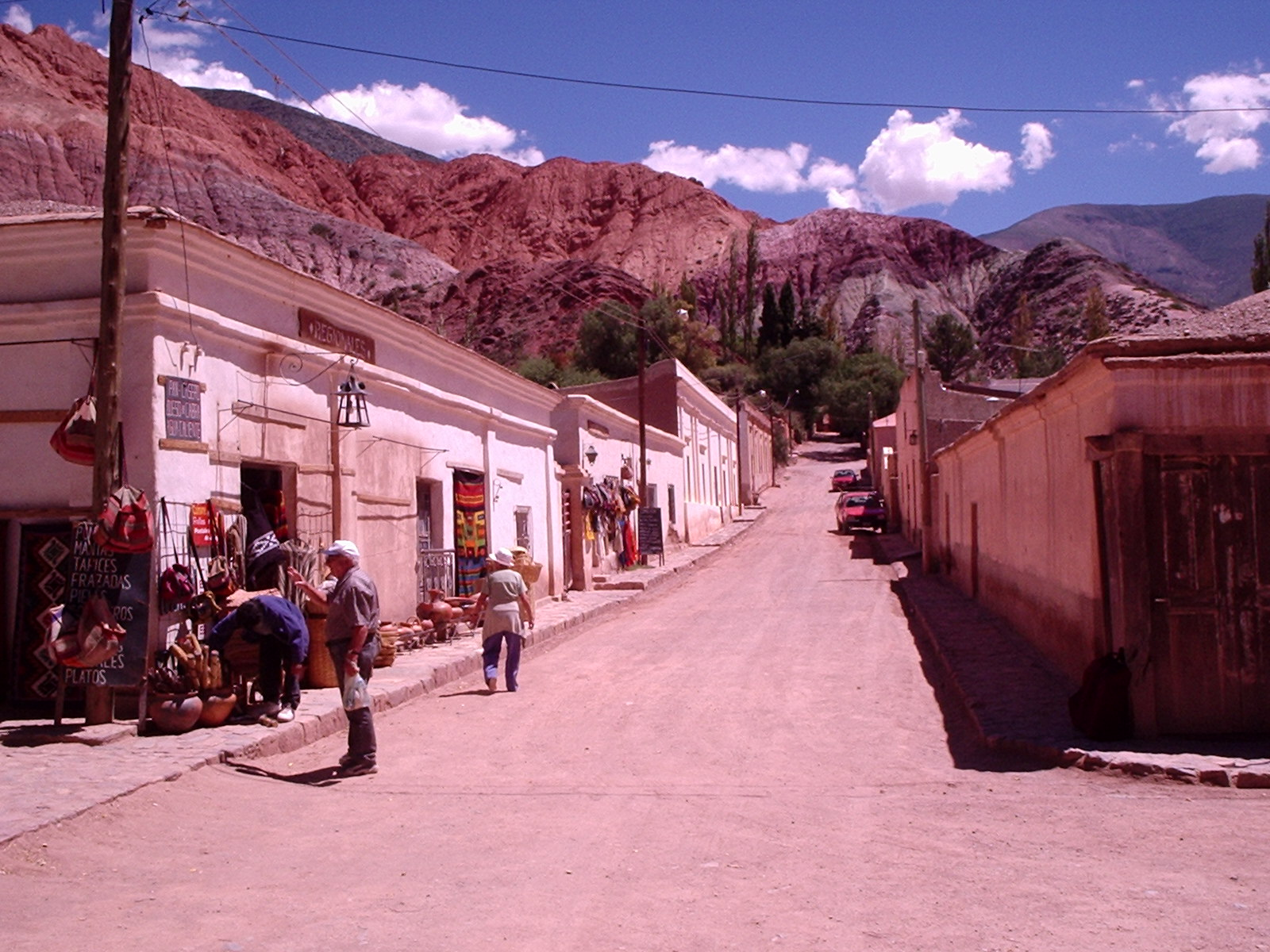
Purmamarca y el Cerro de los Siete Colores.

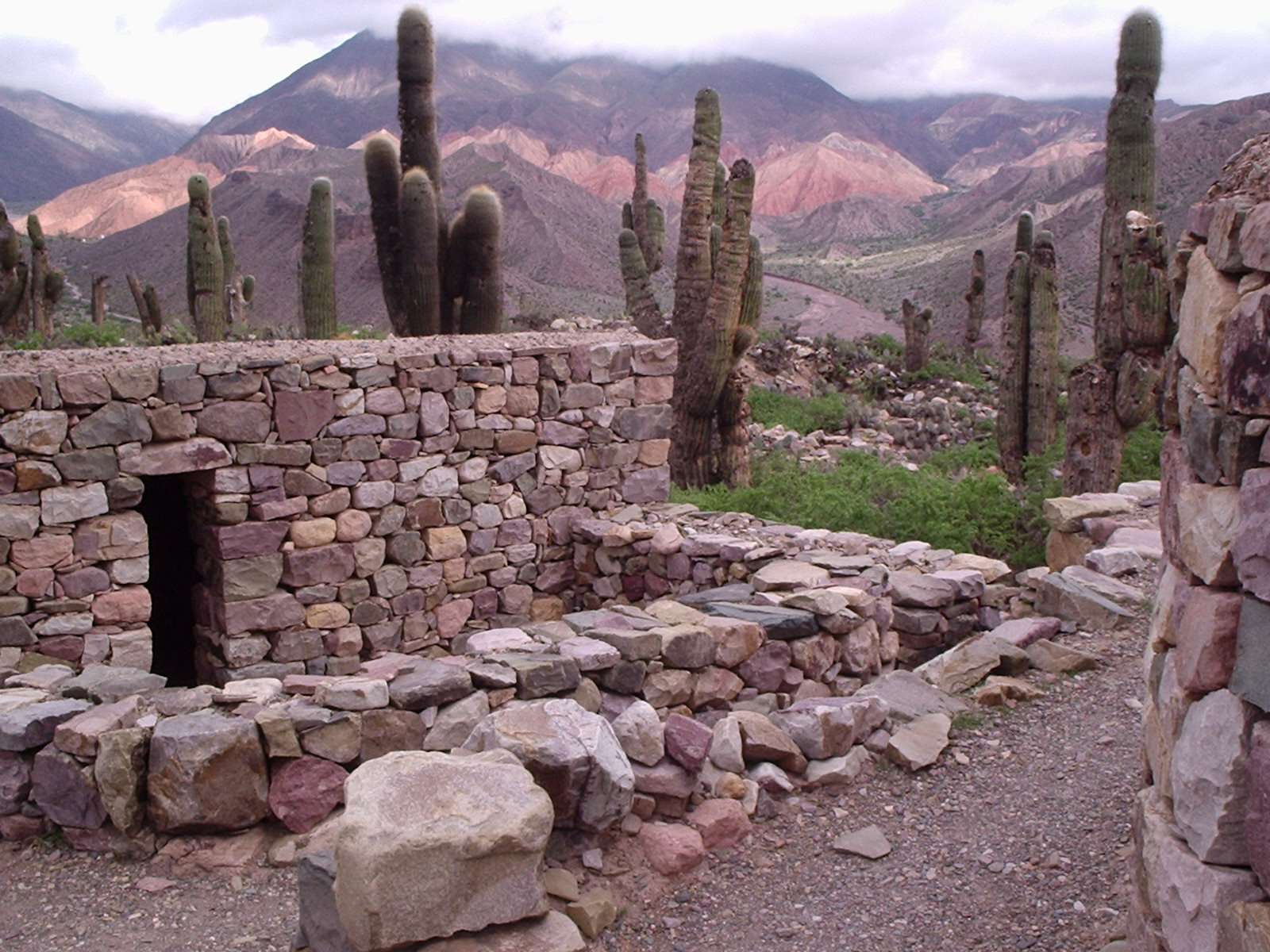
Pucará de Tilcara.

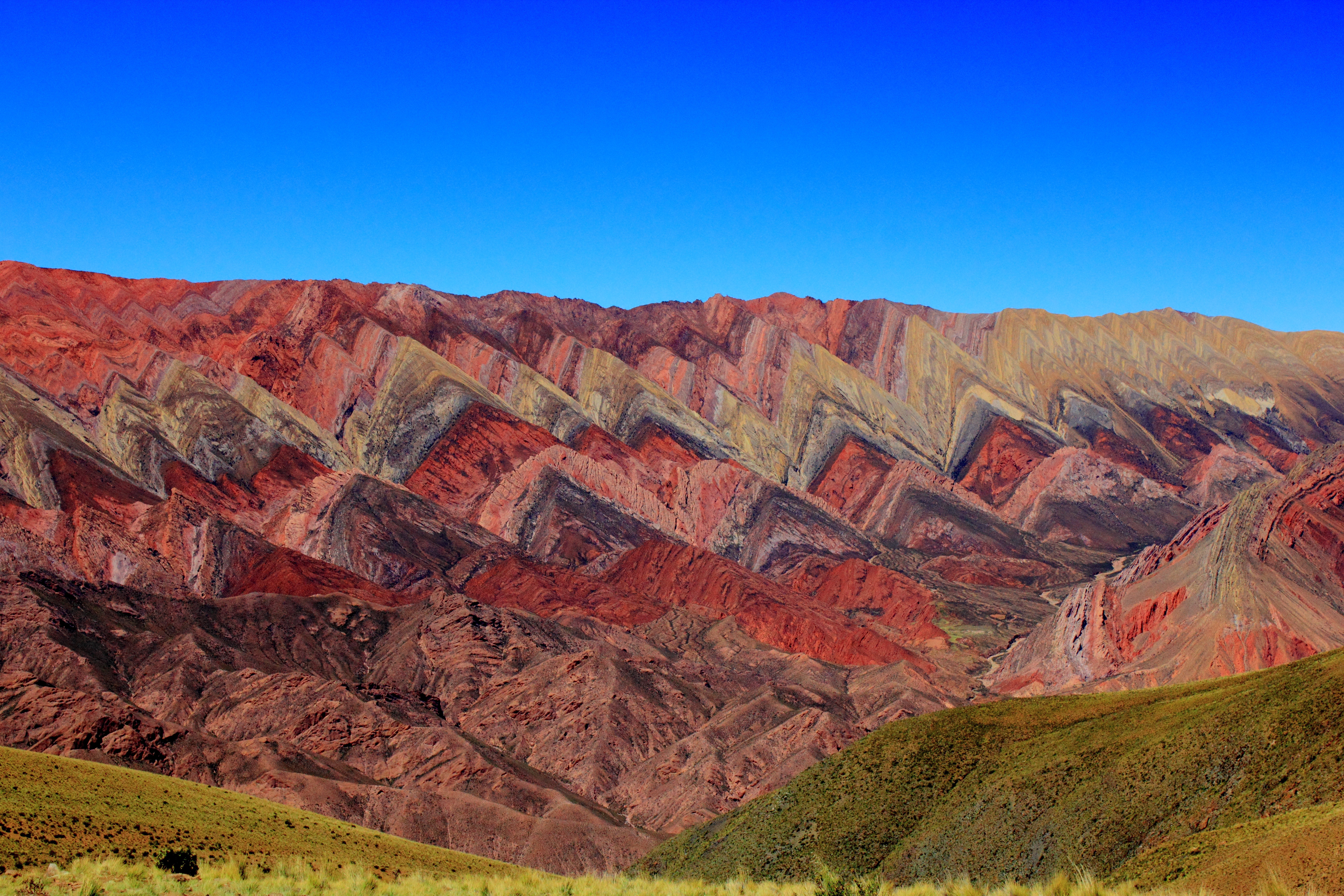
Serranías del Hornocal.

La Quebrada de Humahuaca se ubica al noroeste de Argentina, en la provincia de Jujuy. Es un valle andino de 155 kilómetros de extensión, flanqueado por altas cadenas montañosas y cavado laboriosamente por el río Grande, ubicado a más de 2000 metros de altura. Fue declarada Patrimonio Cultural de la Humanidad por la UNESCO en el 2003.
La quebrada está recorrida por el río Grande, subafluente del río Paraguay. Pertenece a la subregión de la Cordillera Oriental, y se encuentra limitada por dos cordones: el occidental y el oriental.
Presenta un marcado rumbo norte-sur, siendo cada vez mayor la altura hacia el norte. Por esto se la considera una vía de acceso natural hacia el Altiplano, función con la que fue utilizada desde tiempos precolombinos.

## Fisiografía
La quebrada es una zona árida de belleza paisajística y rica en patrimonio cultural, que se evidencia en las localidades que la alojan de sur a norte: Bárcena, Volcán, Purmamarca –donde se destaca el Cerro de los Siete Colores, Maimará, Tilcara -donde se encuentra el Pucará de nombre homónimo-. Perchel, Huacalera, Uquía, Humahuaca y Tres Cruces. 
Las condiciones climáticas hacen que el invierno, fresco y seco, sea la estación ideal para visitarla. La altura del valle varía entre los 1.600 a los 4.500 m s. n. m. El clima es seco y ventoso,  llueve más en las tardes de verano y tiene una amplitud térmica muy marcada con heladas nocturnas y días con un sol abrasador y temperaturas que pueden superar los 30 °C.
Por el suroeste y por el sur, la Quebrada de Humahuaca desciende en altitud y se relaciona a través de valles intermedios como el de Lerma, con la Quebrada del Toro que desciende desde el Oeste (es decir, desde el Altiplano) y con los también célebres Valles Calchaquíes.

## Toponimia
La versión más aceptada para el nombre Humahuaca refiere al auto-etnónimo de la etnia Omaguaca que habitaba la región. La autodenominación de tal etnia aún es de difícil verificación, aunque tradicionalmente se relaciona con el conjunto Arawak; se trataría de una posible mutación fonémica de arawak ya que, en efecto, la etnia Omaguaca fue el producto de una mixogénesis que incluyó a los Chané —la parcialidad Arawak más meridional— con los Lickanantai, Chichas y Paziocas (o "Calchaquies").
Una segunda versión atribuye el nombre al idioma quechua en la forma: uma waka, dándole el significado de "cabeza" (uma) y "tesoro".  No obstante, se observa que la denominación huaca (de waka, "lugar sagrado") para tesoro es posthispánica en la región.
También existe otro significado de Humahuaca: "cabeza" (huma) y "llorar" (waqay); por ende, la traducción indicaría "cabeza que llora". Algunos historiadores sostienen que el nombre hace referencia al lugar de enterratorios de cabezas o sepulcro de cabezas destacadas.

## Culturas
Los pueblos quebradeños enlazan historia y tradiciones de raíces ancestrales. Se trata de un paisaje cultural único en el mundo, ya que los pueblos indios de la zona conservan creencias religiosas, ritos, fiestas, arte, música y técnicas agrícolas que son un patrimonio viviente, motivo importante para que fuera declarada Patrimonio Cultural de la Humanidad por la UNESCO en el 2003.  Sus habitantes actuales son mayoritariamente de la etnia quechua. La quebrada fue escenario de distintas culturas ancestrales de 10 000 años de antigüedad, entre ellos los "omaguacas", que le dieron nombre al lugar. "Humahuaca" suele traducirse como "Río Sagrado", antiguo símbolo de lo que sólo cambia para seguir siendo lo mismo. También hay sitios como el paraje de «Inca Cueva» (nombre relativamente moderno) donde se hallaron señales (petroglifos, piedras talladas, etc.) cuya antigüedad se estima en 10 milenios.
En la Quebrada de Humahuaca, todavía existen los quechuas descendientes de los antiguos pobladores, autodenominados pueblos originarios, y habitan coexistiendo con la naturaleza, la Pachamama (Madre Tierra), el dios Sol, el dios del trueno, el rayo y todos los seres vivos a los cuales respetan.
Entre sus atractivos está el monolito que indica el cruce del Trópico de Capricornio y el Pucará de Tilcara, fortificación construida por los primitivos pobladores erigida en la cima de las montañas.
La quebrada de Humahuaca sirvió de ruta a los Incas, fue paso obligado de expedicionarios y colonizadores y una importante ruta comercial en la etapa virreinal. Los poblados de la época colonial adquirieron gran importancia ya que se desarrollaron junto a los asentamientos ancestrales del lugar, además de producirse un intercambio cultural con los territorios vecinos en América del Sur, interacción que comenzó 10 000 años atrás y persiste en la actualidad. Su real importancia radica en que la quebrada ha funcionado como permanente vía de interacción, vinculando territorios y culturas distantes y diferentes, desde el Atlántico al Pacífico y desde los Andes a las llanuras meridionales. También fue escenario de muchos combates librados durante la guerra de la Independencia y durante la guerra ante la invasión de la confederación Peruano-Boliviana.

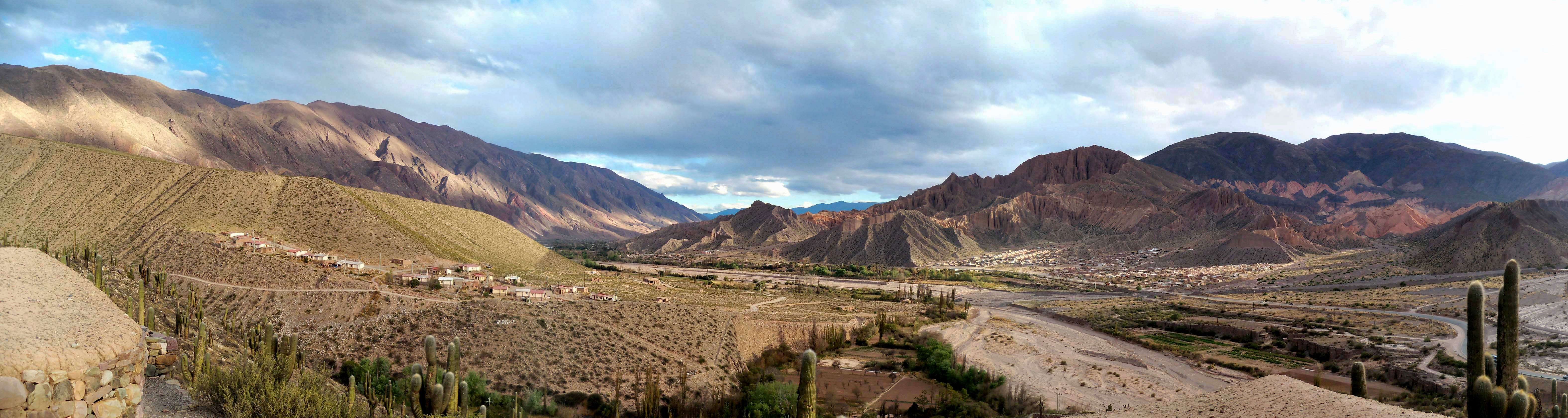
La quebrada de Humahuaca fue una arteria del dominio incaico en el noroeste argentino debido a su alta densidad demográfica y su potencial agrícola, por lo que los incas levantaron numerosas instalaciones defensivas y administrativas o reocuparon asentamientos previos.

Actualmente muchos de estos aspectos pasan desapercibidos, los pueblos originarios antes mencionados se encuentran en un continuo conflicto con el gobierno provincial reclamando la tierra que alguna vez le perteneció a sus antepasados.
Dos localidades de la Quebrada de Humahuaca, Purmamarca y San Francisco de Alfarcito, fueron integrados al Programa de Pueblos Auténticos, llevado adelante por los Ministerios de Cultura y Turismo de la Nación. con el objetivo de poner en valor  la identidad de pueblos con características únicas a lo largo de todo el país, promoviendo la apropiación de la comunidad local y la revalorización del patrimonio natural y cultural.
Los Pueblos Auténticos son definidos como poblaciones que se caracterizan por conservar su identidad e idiosincrasia, plasmadas en diferentes aspectos relacionados con su patrimonio natural y/o cultural, su arquitectura, tradiciones, gastronomía, paisaje, historia, religión, artesanías, y el origen de sus pobladores.
San Francisco de Alfarcito se ubica al sur de Cochinoca, sobre la ruta provincial 11, muy cerca de la laguna Guayatayoc y las Salinas Grandes.

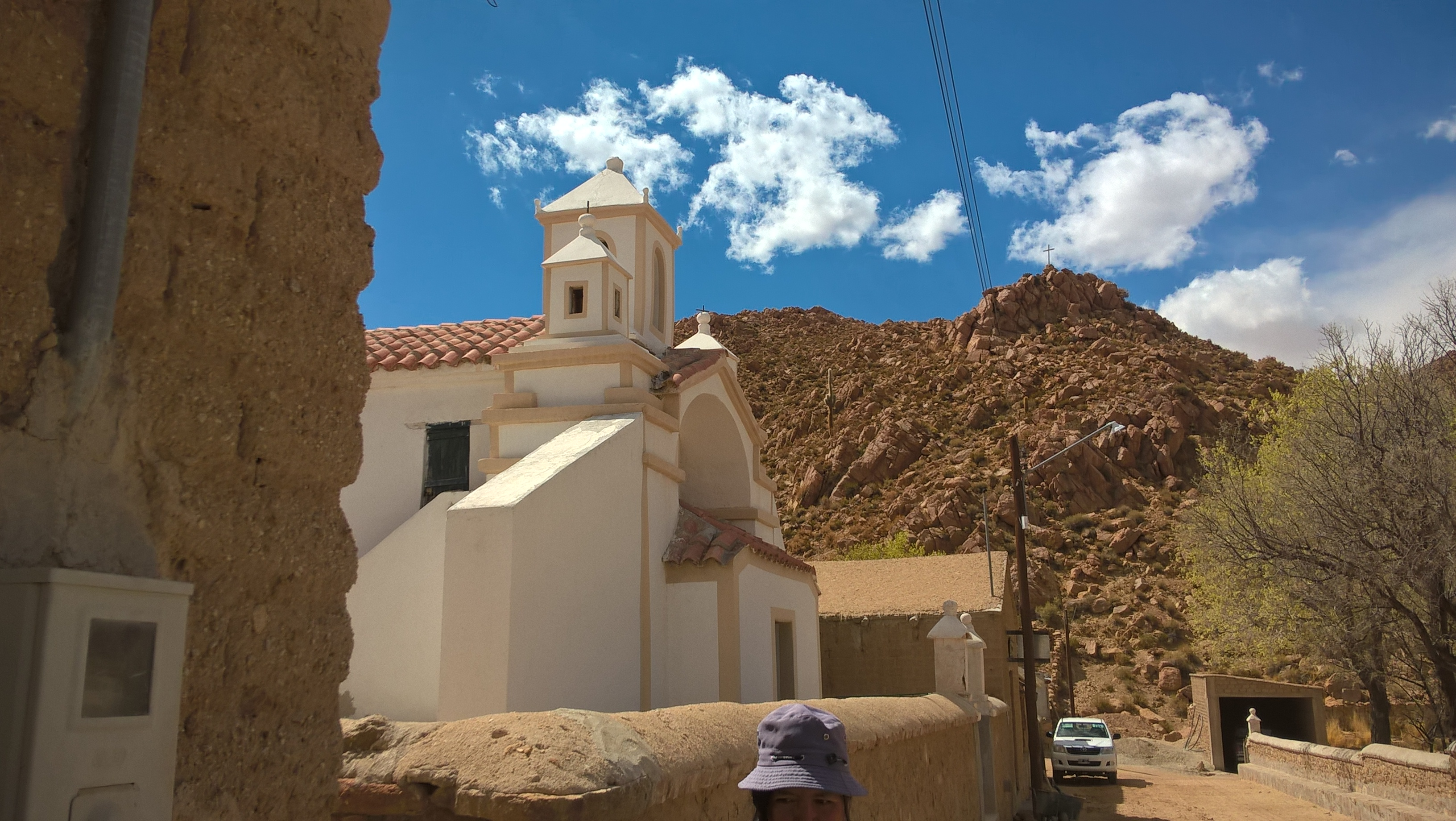
Iglesia en la localidad de San Francisco de Alfarcito

Sus principales actividades económicas son la ganadería de llamas y ovejas; y la agricultura, pero se destaca por la gran producción de artesanías con materiales tradicionales de la región. 
De raigambre prehispánica, su población es reducida pero en constante movimiento: nada como instalarse unos días y vivir su ritmo cotidiano. 
A más de 3500 metros sobre el nivel del mar, la altura impone el tiempo del andar y los tipos de cultivos que pueden hacer, entre los que se destacan los papines andinos.
El segundo destino es uno de los más conocidos. Se trata de Purmamarca, instalado en los itinerarios internacionales gracias a su Cerro de los Siete Colores, protagonista indiscutido de las postales que parten desde Jujuy al mundo. Este pueblo es una parada obligada para quien desee vivir a pleno los carnavales norteños y para, desde allí, adentrarse en la Quebrada de Humahuaca y en la Puna jujeña. 
Con arquitectura colonial y una gastronomía en la que abundan los platos realizados de manera colectiva (como las humitas y los tamales), este pueblo posee calles de tierra y muchas de sus casas todavía muestran sus muros de adobe. Todos los días, en la plaza principal, se despliega una feria de artesanías que los turistas recorren hasta minutos antes de las 12 del mediodía, cuando al escuchar las campanadas de la Iglesia Santa Rosa de Lima, se dejan atraer por sus marcos de madera y diseño antiguo.

## Hidrografía

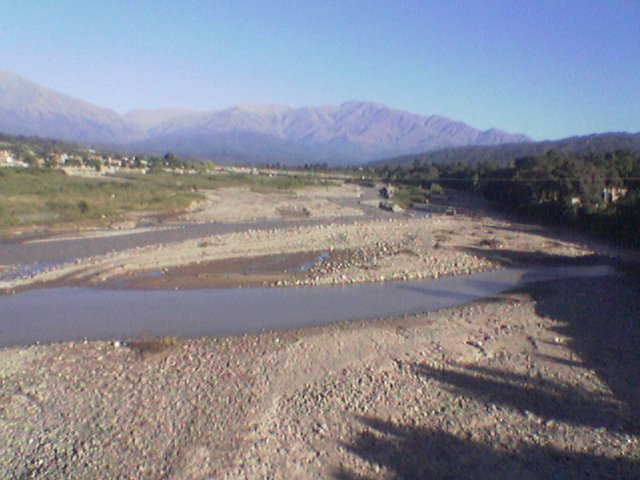
Río Grande - Jujuy

El Río Omaguaca, que más abajo cambia su nombre a Río Grande es el más importante de la Quebrada, la cual ha excavado. Recibe numerosos afluentes como los arroyos Chorrillos, Ovaras, Coraya, Churcal, Pinchayoc, Uquia, Capla y Volcán, junto con los ríos Yacoraite, La Cueva, Rodero, Coctaca y Calete.
El Río Grande une sus aguas con el Río Perico y más adelante con el Río Lavayén, desde donde se lo Río San Francisco. Este vuelca sus aguas en el Río Bermejo, el cual desagua en el Paraguay que lo integra a la Cuenca del Plata por medio del Paraná.

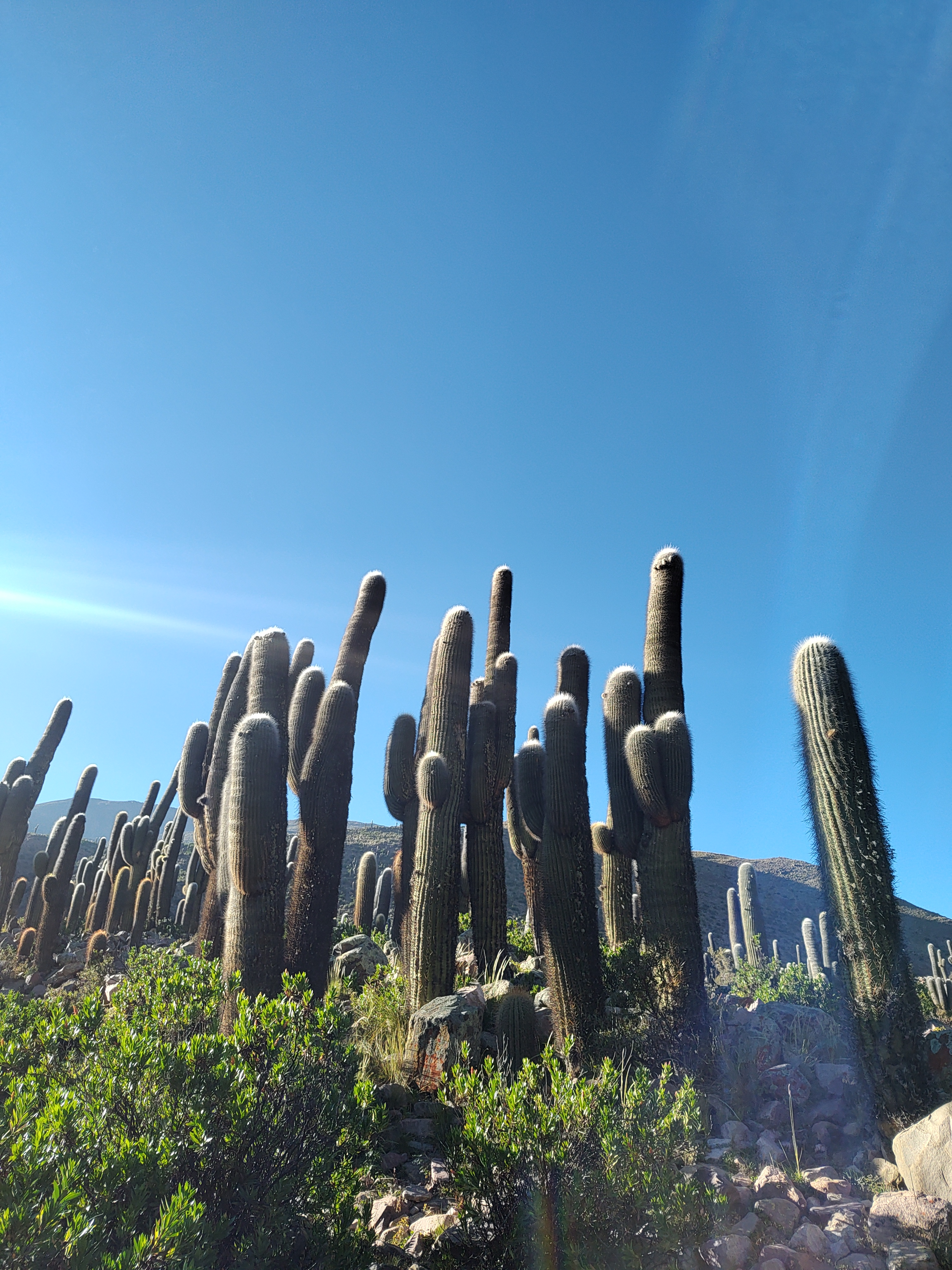
Cactus - Jujuy

## Flora
Encontraremos en la Quebrada de Humahuaca estepas con arbustos, matorrales, pastizales pequeños y escasos bosques de churqui y queñoa, pantanos y ambientes ribereños, también hay gran variedad de plantas, algunas típicas de la región y otras adaptadas muy bien al ambiente. Entre las primeras está el cardón (cactus típico cuya madera se utiliza para los interiores de las viviendas y artesanías, hoy es especie protegida), árboles como el molle, chañar, algarrobo, entre las segundas tenemos el álamo y el sauce llorón.  También abundan arbustos como la chilca, muña, añagua y cortadera.

## Fauna

Vicuñas - Quebrada de Humahuaca

Son numerosos los animales silvestres que están generalmente en las zonas altas y menos habitadas por el hombre.
La vicuña, el más pequeño de los camélidos (especie protegida), la llama (actualmente está domesticada y provee lana, carne, leche y como animal de carga), la chinchilla, y las tres variedades de flamencos que frecuentan la Laguna de los Pozuelos y otras lagunas de la Puna, la taruca (ciervo declarado monumento natural).
Cabe destacar que la caza de vicuñas está prohibida por la Ley N.° 3014 /78, y su decreto reglamentario 5096.
Entre las aves rapaces el cóndor, la lechuza, el gavilán, el halcón, etc. También pájaros como el mirlo, calandria, el negrillo, el pecho colorado, el yacto, variedad de picaflores, tordos, quetupies, gorriones, palomas, cotorras y aves acuáticas como patos, teros, gaviotas, garzas, parinas, guallatas, gordillos, y tiutilas. 

## Agricultura

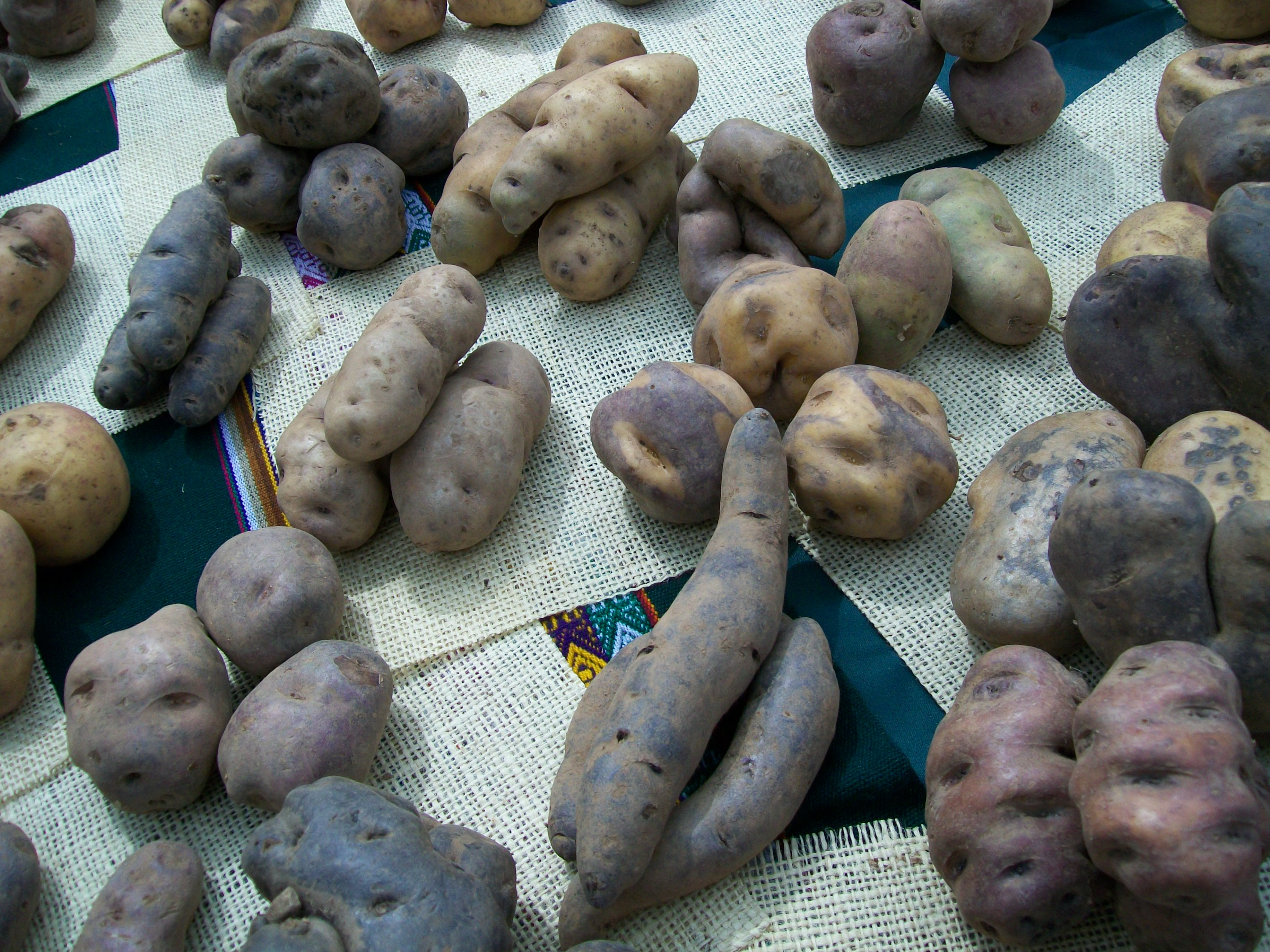
Papa andina

En la Quebrada de Humahuaca durante el verano se obtiene la producción de frutas y verduras que abastecen el mercado local: arveja, acelga cebolla, choclo, habas, papa, lechuga, zapallo, chaucha. Frutas; manzanas, duraznos, pera, frutilla, damasco, uva, membrillo etc. También se obtiene la papa lisa o "ulluco" es un tubérculo verde, rojo o amarillo, también llamada "papa andina", el maíz también de diversos colores, la "quinua" para harina, etc.